# Daniel Menacho
Daniel Alejandro Menacho Lizárraga (Lima, 19 de marzo de 1996) es un actor y comediante peruano, que ha participado en numerosas producciones cinematográficas, televisivas y teatrales nacionales. Dentro de sus personajes que ha interpretado, alcanzó a la popularidad por el papel estelar de César «Fideito» Parodi en la teleserie De Vuelta al barrio de América Televisión.

## Biografía

### Primeros años
Nació el 19 de marzo de 1996 en Lima, bajo el nombre completo de Daniel Alejandro Menacho Lizárraga. Es proveniente de una familia de clase media. Vivió sus primeros años en la Unidad Vecinal Mirones, en el cual mostraría sus dotes artísticos, heredados por sus padres. Al poco tiempo, optaría su incursión por la actuación, comenzando a participar en diferentes talleres de teatro infantiles.
Tras terminar la secundaria, Menacho estuvo en planes para estudiar actuación en los talleres de Yvonne Frayssinet sin éxito.

### Trayectoria
Menacho debutó como actor en el año 2015 en el elenco central de la serie web Manual de soltería.[cita requerida] Seguidamente, comenzó a trabajar en el oficio de malabarista en las avenidas de Lima para solventar su economía.
Pero fue hasta el año 2017 cuando alcanzaría al estrellato incorporándose al elenco secundario de la teleserie De vuelta al barrio de América Televisión, interpretando a César «Fideo» Parodi Rodríguez en su juventud. Al año siguiente, volvió a la ficción como parte del reparto principal, interpretando al joven estudiante universitario César «Fideito» Parodi Vega, el hijo de Fideo y enamorado temporal de Estela Bravo, manteniéndose por tres temporadas consecutivas hasta el capítulo final en 2021. En ese año, participó en la adaptación de Juan sin miedo de los Hermanos Grimm.
En el año 2019, asume el protagónico de la microobra teatral La anfitriona, compartiendo escena junto a Daisy Avillán. En ese mismo año, hace su debut como comediante, participando en su unipersonal de stand up Gil se nace, no se hace[cita requerida] y fue invitado especial al programa televisivo Cómo cambiar al mundo y sobrevivir en el intento de Canal IPe.
Tras su participación en De vuelta al barrio, Menacho continuó con su carrera actoral en el teatro durante los años 2020.[cita requerida] En el año 2022 participó en el reparto principal de la ficción teatral Detención como el estudiante de secundaria Jaime, estrenado en el Nuevo Teatro Julieta.Fue presentador del programa televisivo Barrio amigo con la actriz Daniela Olaya para Canal IPe durante los años 2023-2024.
En el año 2023, participó en el proyecto Tercera Llamada, asumiendo el protagónico de la microobra Superpollo del director Cristian Aldoradin, bajo el papel de Gonzáles, volviendo a interpretar al personaje en la segunda temporada de 2024. En ese año, fue animador del concierto Pop andino de la cantante Milena Warthon, realizado en el Gran Teatro Nacional del Perú.Seguidamente, fue parte del reparto principal del drama Coco & Emma, junto a Bernardo Scerpella.
En el cine peruano, participó en los elencos centrales de las películas Encintados (2022) como Diego y Muerto de risa (2024) en el papel de Chucky-Di.[cita requerida] Además, protagonizó los cortometrajes Shining Ashes (2017) en el personaje de Joaquín y Nuestra isla (2025) como Ernesto.[cita requerida]
En el año 2024, protagoniza la obra musical Cuéntame al lado de Guadalupe Farfán, Germán «Manchi» Ramírez y Daniela Olaya, además de contar con Jesús Álvarez Betancourt como director y dramaturgo de la ficción. Seguidamente, Menacho vuelve al protagónico central de la obra cómica La comedia del año con Pedro Olórtegui y Franco Iza en ese año. Fue protagonista de la obra juvenil Imaginautas, interpretando a Carlos y estuvo bajo la dirección de Jimena del Sante.
Menacho se suma al elenco de la telenovela Los otros Concha en 2024, interpretando a Pipo Pérez, el enamorado de Eferling Conde. En ese año, fue coprotagonista de la obra teatral Chopi: En busca del color, bajo el personaje de R8 y compartió escena junto a Gia Rosalino.

## Filmografía

### Televisión
- De vuelta al barrio (2017), César «Fideo» Parodi Rodríguez (participación especial).
- De vuelta al barrio (2018-2021), César «Fideito» Parodi Vega (reparto principal).
- Barrio amigo (2023), presentador.
- Los otros Concha (2024), Pipo Pérez (reparto recurrente).
- El gran chef famosos (2025), participante de la decimocuarta temporada.

### Cine
- Shinning Ashes (2017), Joaquín (protagonista).
- Encintados (2022), Diego (reparto central).
- Muerto de risa (2024), Chucky-Di (reparto principal).
- Nuestra isla (2025), Ernesto (protagonista).

### Teatro
- Juan sin miedo (2018), reparto central.
- La anfitriona (2019), protagonista.
- Gil se nace, no se hace (2019), protagonista y comediante.
- Detención (2022), Jaime (reparto central).
- Galán de bolsillo (2022), protagonista.
- Superpollo (2023), Gonzáles (protagonista).
- Coco & Emma (2023), reparto principal.
- Me llega al pinxo: El show (2023), comediante.
- Cuéntame (2024), Peter (protagonista).
- La comedia del año (2024), protagonista.
- Imaginautas (2024), Carlos (protagonista).
- El chico L (2024), protagonista.
- Amor al cubo (2024), coprotagonista.
- Mi vida la decido yo (2024), protagonista.
- Remix (2024), reparto central
- Chopi: En busca del color (2024), R8 (reparto central).

### Serie web
- Manual de soltería (2015-2017), reparto central y debut actoral.